# 金枝玉葉2
《金枝玉葉2》（英語：[Who's the Woman, Who's the Man] 错误：{{Lang}}：文本有斜体标记（帮助）），1996年於香港上映，導演為陳可辛，由張國榮、梅艷芳及袁詠儀領銜主演。此片是電影《金枝玉葉》的續集，加入了由梅艷芳飾演的傳奇女歌星方艷梅。

## 故事簡介
女扮男裝的林子穎混進樂壇，幾經波折，終與金牌監製顧家明成為愛侶。林子穎結識了偶像巨星方豔梅，更不能自拔地傾慕她。家明發現，方豔梅正是某個失意晚上曾與自己發生一夜情的人。

## 主題曲
| 曲別   | 歌名       | 作曲   | 作詞 | 演唱   |
| ------ | ---------- | ------ | ---- | ------ |
| 主題曲 | 《有心人》 | 張國榮 | 林夕 | 張國榮 |

	'有心人' / 作曲, 張國榮 ; 作詞, 林夕 ; 編曲, Alex San ; 混音, John Lin ; 主唱, 梅艷芳, 張國榮 ; 歌曲提供, 滾石唱片有限公司. 主題曲.
'愛情的魔力' / 作曲, Warren, Brooks ; 作詞, 秦冠 ; 主唱, 姚莉 ; 歌曲提供, EMI 唱片有限公司.
'寂寞難耐' / 作曲, 李宗盛 ; 作詞, 李宗盛 ; 歌曲提供, 滾石唱片有限公司.
'追' / 作曲, 李迪文 ; 作詞, 林夕 ; 編曲, 符元偉, 趙增熹 ; 主唱, 張國榮 ; 歌曲提供, 星工廠.
'想你' / 作曲, 黃貫中 ; 作詞, 黃貫中, 周耀輝 ; 編曲, Beyond ; 主唱, Beyond ; 歌曲提供, 滾石唱片有限公司.
'Twist & shout' / 編曲, 趙增熹 ; 原作, Best Burns, Phil Medleay ; 主唱, 張國榮 ; 歌曲提供, 滾石唱片有限公司.
'今天我非常寂寞' / 作曲, 許冠傑 ; 作詞, 許冠傑 ; Warner, Chappell Music HK Ltd.
'鐵塔凌雲' / 作曲, 許冠傑 ; 作詞, 許冠文 ; Warner, Chappell Music HK Ltd.
'I feel good' / 作曲, 小蟲 ; 作詞, 鄭知明 ; 編曲, Christopher Troy ; 主唱, 任賢齊 ; 歌曲提供, 滾石唱片有限公司. 國語. 3'36".
'談戀愛' / 原作, 黃舒駿 ; 主唱, 張國榮 ; 歌曲提供, Polygram Music Publishing HK Ltd.
'紅日' / 原作, T. Tachikawa ; 主唱, 陳豪 ; 歌曲提供, Polygram Music Publishing HK Ltd.

## 演員
| 演員   | 角色        | 台灣配音 | 備註                                              |
| 張國榮 | 顧家明 Sam  | 屈中恆   | 林子穎之男友 與方艷梅發生關係                     |
| 袁詠儀 | 林子穎 Wing |          | 顧家明之女友 方艷梅之粉絲，後兩人產生感情         |
| 梅艷芳 | 方艷梅      | 賀世芳   | 喜歡林子穎 與顧家明發生關係 阿O之好友             |
| 陳小春 | 魚佬        | 石班瑜   | 林子穎之叔叔 喜歡阿O                              |
| 李綺虹 | 阿O         |          | 方艷梅之好友 被魚佬暗戀，後對其產生感情但最終未果 |
| 曾志偉 | Auntie      |          |                                                   |
| 劉嘉玲 | 玫瑰        | 姜瑰瑾   | 顧家明之前女友 林子穎之好友                       |
| 周華健 | 周華健      |          |                                                   |
| 陳 豪  | 面試者      |          |                                                   |
| 許志安 | 安安        |          | 裝修工人 同性戀者 文文之男友                      |
| 梁漢文 | 文文        |          | 裝修工人 同性戀者 安安之男友                      |
| 許鞍華 | 空姐        |          |                                                   |
| 袁文傑 |             |          |                                                   |

## 提名
| 頒獎典禮             | 獎項             | 名字       | 結果 |
| -------------------- | ---------------- | ---------- | ---- |
| 第16屆香港電影金像獎 | 最佳女配角       | 李綺虹     | 提名 |
| 第16屆香港電影金像獎 | 最佳新演員       | 李綺虹     | 提名 |
| 第16屆香港電影金像獎 | 最佳美術指導     | 奚仲文     | 提名 |
| 第16屆香港電影金像獎 | 最佳服裝造型設計 | 吳里璐     | 提名 |
| 第16屆香港電影金像獎 | 最佳原創電影歌曲 | 《有心人》 | 提名 |
| 第33屆金馬獎         | 最佳原創電影歌曲 | 《有心人》 | 提名 |

## 外部連結
- 香港影庫上《金枝玉葉2》的資料（繁體中文）
- 開眼電影網上《金枝玉葉2》的資料（繁體中文）
- 豆瓣电影上《金枝玉葉2》的資料 （简体中文）
- 时光网上《金枝玉葉2》的資料（简体中文）
- AllMovie上《金枝玉葉2》的资料（英文）
- 爛番茄上《金枝玉葉2》的資料（英文）
- 互联网电影数据库（IMDb）上《金枝玉葉2》的资料（英文）